# ماركوس بوت
ماركوس بوت (بالألمانية: Markus Bott)‏ (مواليد 13 يناير 1962) هو ملاكم ألماني، مثّل بلاده في الألعاب الأولمبية الصيفية 1984.

## روابط خارجية
ماركوس بوت على موقع بوكس ريك (الإنجليزية) (registration required)
- ماركوس بوت على موقع أوليمبيديا (الإنجليزية)